# آلخاندرو سوآرس لوسانو
آلخاندرو سوآرس لوسانو (اسپانیایی: Alejandro Suárez Lozano‎؛ زادهٔ ۱۹۸۰) کارگردان فیلم و فیلم‌نامه‌نویس اهل اسپانیا است. از فیلم‌ها یا مجموعه‌های تلویزیونی که وی در آن‌ها نقش داشته است می‌توان به «ماهی‌گیر» و «سرباز پنهان» اشاره نمود.
آخرین فیلم کوتاه سوآرس، «ماهیگیر»، جوایز معتبری از جمله تقدیر ویژه در جشنواره بین‌المللی فیلم‌های فوق‌العاده بوچئون و جایزه بهترین فیلم کوتاه در بخش SHOTS جشنواره بین‌المللی فیلم فانتزی نوکتورنا مادرید و بخش کاستیا و لئون جشنواره بین‌المللی فیلم وایادولید را کسب کرد. «ماهیگیر» همچنین جایزه بهترین فیلم کوتاه را در سی‌وهشتمین دوره جشنواره بین‌المللی فیلم مستقل الچه به دست آورد که این موفقیت باعث شد فیلم برای مرحله پیش‌انتخاب جوایز گویا واجد شرایط شود.
در سال ۲۰۱۶، سوآرس در هیئت داوران شصت‌ویکمین دوره جشنواره بین‌المللی فیلم وایادولید در بخش فیلم کوتاه کاستیا و لئون حضور داشت؛ همان بخشی که در سال ۲۰۱۵ با فیلم «ماهیگیر» برنده آن شده بود.